# Antonovka

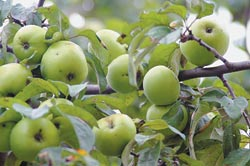
Pommes Antonovka.

Antonovka est le nom d'un cultivar de pommier domestique et par extension celui de son fruit.
Nom botanique : Malus domestica Borkh Antonovka

## Synonymes
- Antoni ;
- Bergamot ;
- Gravenstein russe.

## Origine

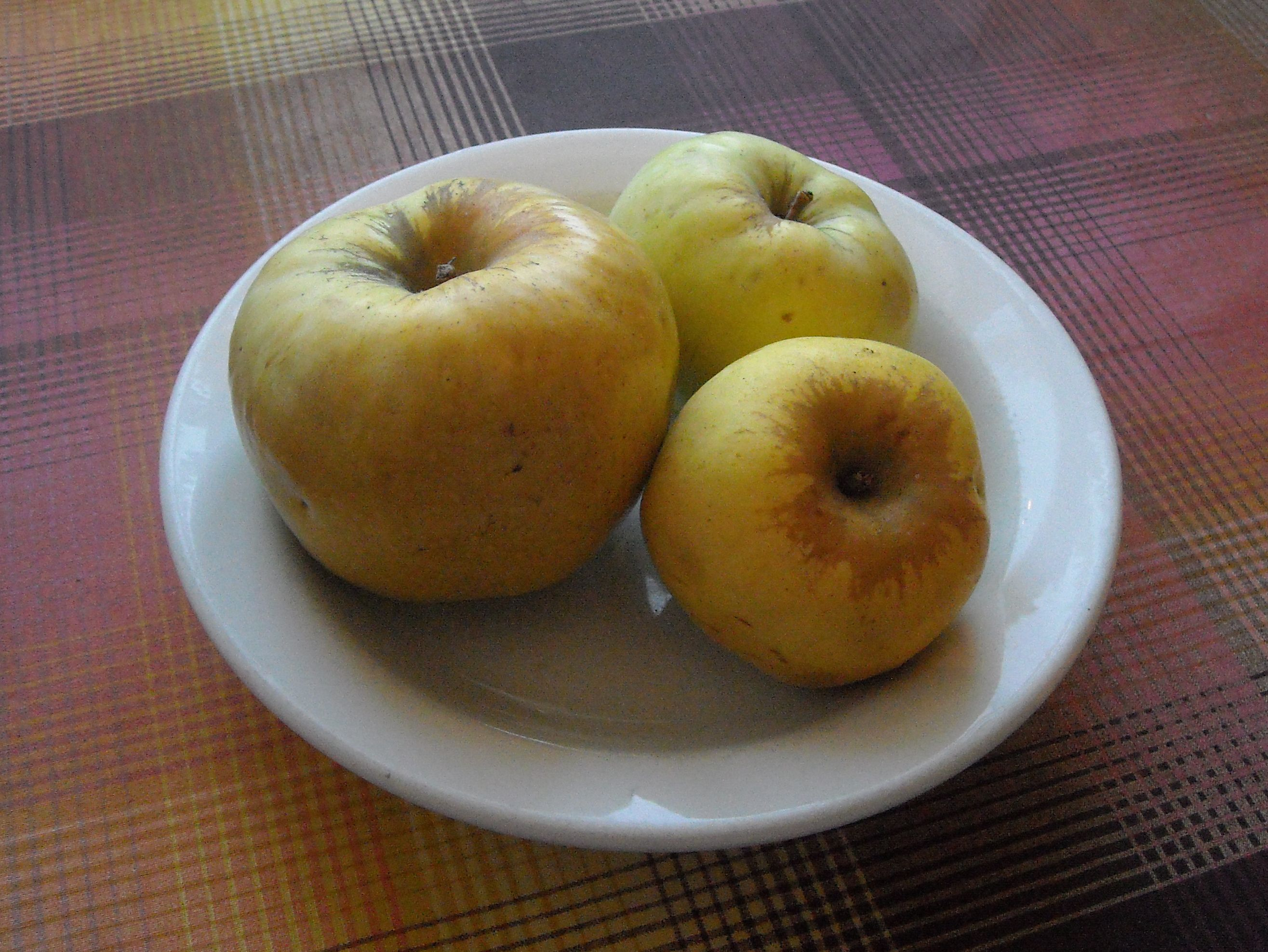
Koursk Antonovka.

Antonovka est une variété de pommes très répandue dans toute l'ancienne Union soviétique et précédemment dans la Russie impériale. La nouvelle Les pommes d'Antonov d'Ivan Bounine en 1900 est une sorte d'ode à ce cultivar de pommier.
Parfois surnommé « la pomme du peuple » (народное яблоко), l'Antonovka était très appréciée des propriétaires de datcha en raison de son odeur enivrante.

### Origine du nom
« ...un pépin tombé par hasard dans le potager du paysan Anton, donna naissance à un pommier fournissant de grosses pommes d'un bon goût ; dès lors, on propagea cette variété sous le nom d'Antonovka. »

## Description

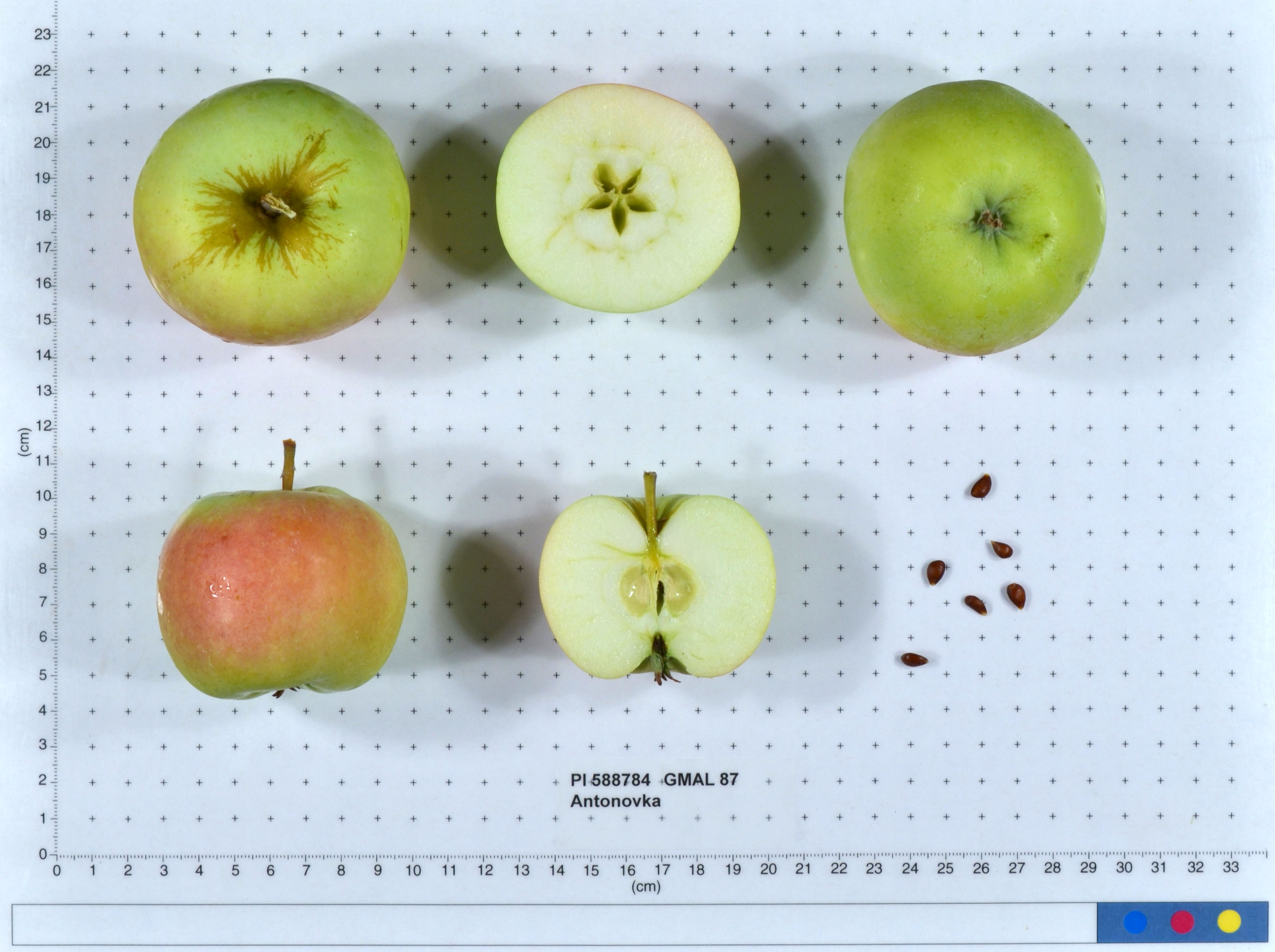
Antonovka.

Antonovka est une bonne pomme à cidre. Verte, juteuse, acide et croquante, elle permet de faire un cidre plus léger qu'avec des « pommes ordinaires ».

## Parenté
Descendants:
- Angold: Antonovka × Golden Delicious

## Maladies
Le cultivar Antonovka possède le gène Va de résistance à la tavelure du pommier.

## Culture
La popularité de la variété 'Antonovka' s'explique par son extrême rusticité qui lui permet de supporter les plus grands froids des pays de l'Europe de l'Est. Ainsi, un simple semis de pépin d'Antonovka permet de produire des francs adaptés aux zones très froides. L'inconvénient de cette variété utilisée en porte-greffe est qu'elle est sensible au feu bactérien et qu'elle donne des rendements assez faibles mais Antonovka a l'avantage d'être résistant à la tavelure du pommier (gène Va).
Il en existe différentes variantes dont Antonovka-kaménitchka et Antonovka six-cents grammes. Ces deux variétés se reproduisent assez fidèlement par semis, ce qui n'est pas le cas de la variété commune.
Antonovka atteint la pleine floraison 4 jours avant Golden Delicious, elle est donc pollinisée par Grenadier, James Grieve, Transparente de Croncels ou Lord Lambourne.